# Bock (pivo)

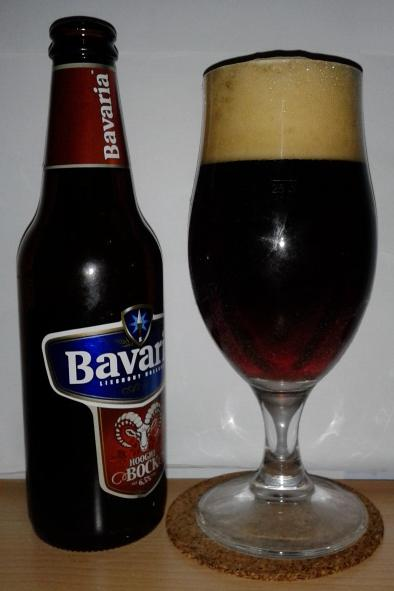
Láhev a sklenice bavorského bocku

Bock je druh silného piva, obvykle ležáku, původem z Německa. Existuje několik druhů bocku, jako například světlý májový bock (Maibock, silně chmelený ležák určený ke konzumaci na jarních slavnostech), dvojitý bock (doppelbock, silný ležák) nebo ledový bock (Eisbock, velmi silné pivo připravované zmražením piva a odstraňováním zamrzající vody). Původně se jednalo o tmavé pivo, ale moderní bocky mohou nabývat různých odstínů od světle měděné po tmavě hnědou. Jde o populární druh piva, konzumovaný a vařený po celém světě.

## Historie
Původní bock bylo tmavé, silné, slabě chmelené, svrchně kvašené pivo, poprvé uvařené asi ve 14. století v hanzovním městě Einbeck. Později, v 17. století, byl tento styl adoptován mnichovskými pivovarníky a přizpůsoben moderním trendům v pivovarnictví, mj. i spodnímu kvašení. Původní název města Einbeck se v bavorském dialektu vyslovoval jako "ein Bock" ("kozel"), a tak pivo přišlo ke svému dnešnímu názvu; obrázek kozla se často objevuje na etiketách.
Původně bylo toto pivo spojováno s různými slavnostmi, jako Vánoce, Velikonoce nebo půst. Tradičně se vařilo v přípravě na podzimní a zimní období. Proto má plnou chuť i barvu a relativně vysoký obsah alkoholu. Po dlouhá léta byl konzumován bavorskými mnichy jako zdroj výživy při postním období.

## Druhy bocku

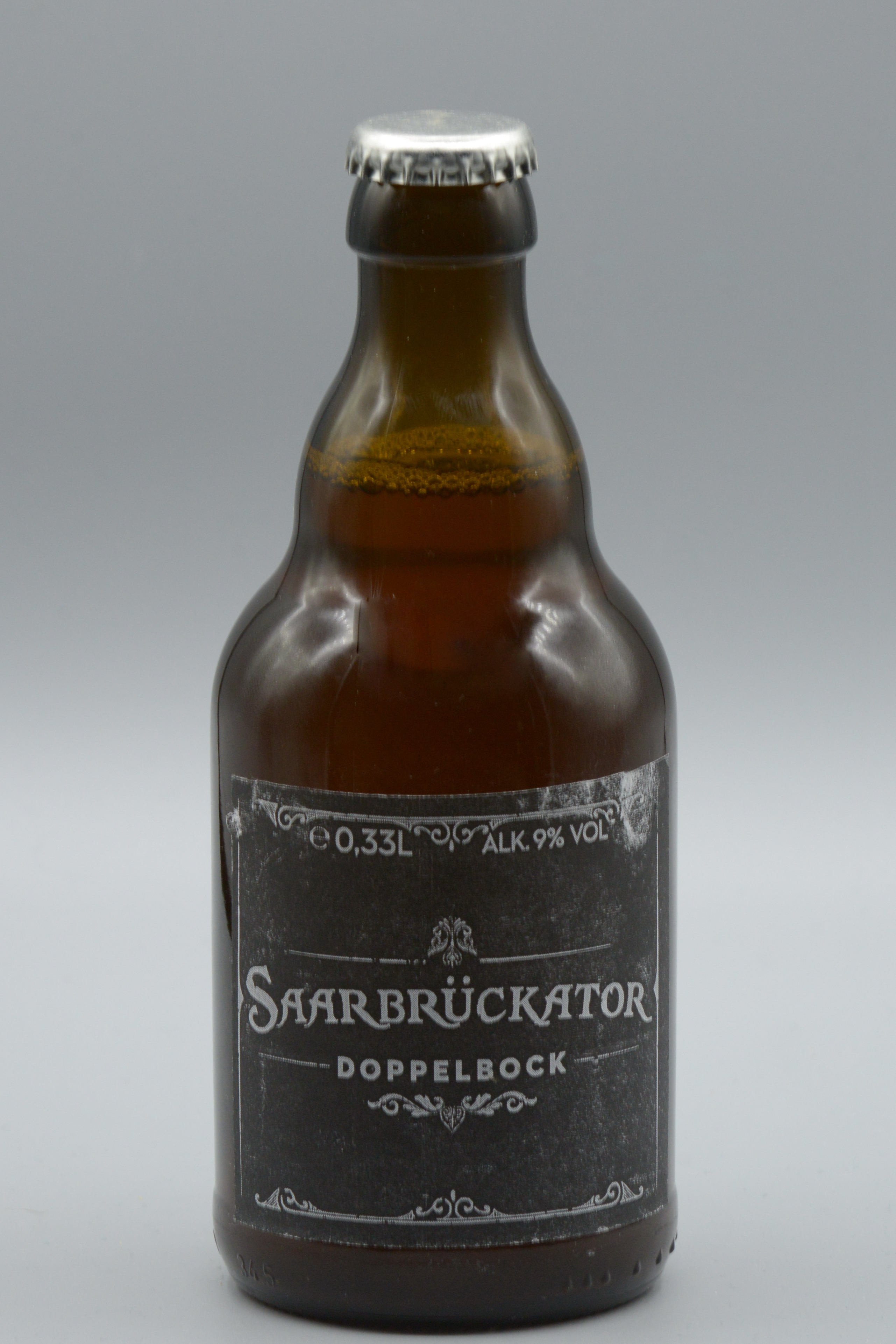
Láhev Doppelbocku

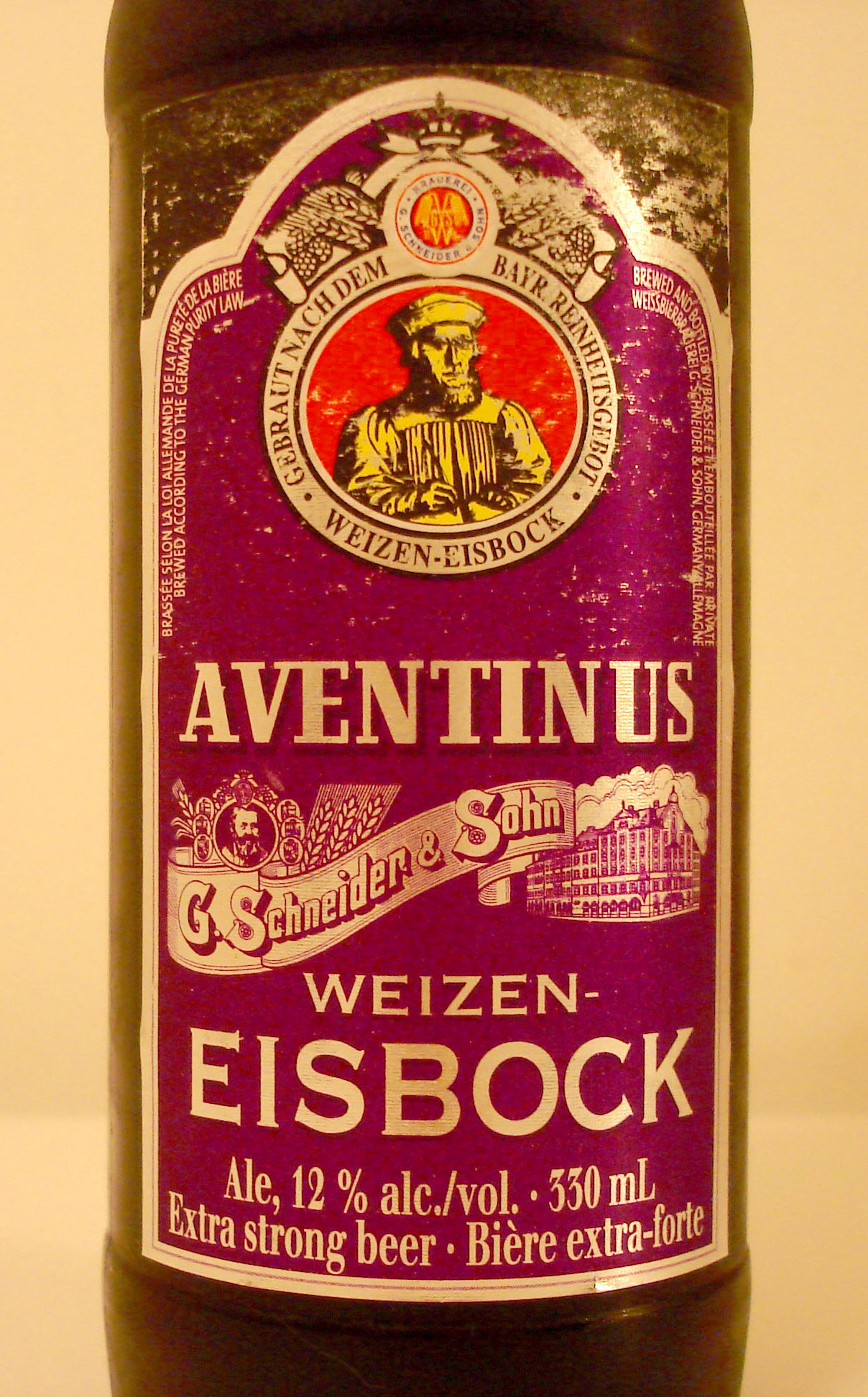
Etiketa na lahvi pšeničného Eisbocku

### Tradiční bock
Tradiční bock je sladší, poměrně silný (6,3–7,2 % obj.), lehce chmelený (20–27 IBU) ležák. Toto pivo je čisté, měděné až hnědé barvy, s bohatou vytrvalou pěnou. Aroma je příjemně sladové, chuť bohatá a karamelová, s téměř neznatelným chmelovým odstínem, který nepřebíjí sladkou chuť piva.

### Májový bock
Májový bock je světlý, obvykle silně chmelený ležák o síle tradičního bocku. Jde o poměrně novodobou variaci, spjatou především se začátkem jara a májovými slavnostmi, pro něž byl vařen a při nich konzumován. Barva je světlejší, sytě zlatá či jantarová, pěna bohatá a krémová, chuť sušší, méně sladová, zato hořčejší a výrazněji chmelová než u jiných bocků.

### Doppelbock
Doppelbock neboli dvojitý bock je silnější verze tradičního bocku, poprvé uvařená v Mnichově řádem Paulánů. Byl značně bohatý na alkohol a sacharidy, proto sloužil jako "tekutý chléb" paulánským mnichům v době půstu, kdy nebyla povolena pevná strava. Dnešní doppelbock je silné (7–12 % i více), zakalené pivo, barvy tmavě zlatavé až tmavě hnědé, s mohutnou, krémovitou pěnou. Chuť i vůně jsou intenzivně sladové, bohaté a silné, se slabým chmelovým odstínem. Na počest poprvé uvařeného paulánského doppelbocku jménem Salvator piva tohoto typu v německém prostředí často přidávají ke svému názvu příponu -ator, čímž jsou snadno rozlišitelná ( Predator, Tröegs Tröegenator Double Bock, Wasatch Devastator apod.)

### Eisbock
Eisbock (ledový bock) je specialitou zemského okresu Kulmbach v severním Bavorsku. Vyrábí se částečným zmražením doppelbocku, z něhož je průběžně odstraňována mrznoucí voda, aby se tak koncentrovala chuť, aroma a obsah alkoholu. Jde o velmi silné (9–13 %) pivo, temně měděné až tmavě hnědé barvy s rubínovým nádechem. Pěna je tenká, vůně i chuť intenzivní a plná, sladová, s nádechy zralého ovoce a znatelným alkoholovým pocitem.

### Pšeničný bock
Pšeničný bock (Weizenbock) je pivo vařené z pšeničného sladu, svrchně kvašené, podobně silné jako doppelbock. Poprvé bylo uvařeno v Mnichově roku 1907.